# Rhombodera mjoebergi
Rhombodera mjoebergi es una especie de mantis de la familia Mantidae.

## Distribución geográfica
Se encuentra en Asia.